# Sedo-myeon
Sedo-myeon (koreanska: 세도면) är en socken i kommunen Buyeo-gun i provinsen Södra Chungcheong i Sydkorea, 160 km söder om huvudstaden Seoul.